# WWE The Music, Vol. 8
WWE The Music, Vol. 8 é uma coletânea lançada pela WWE em Março de 2008.

## Faixas
| Faixa                                              | Sujeito                   | Duração |
| -------------------------------------------------- | ------------------------- | ------- |
| 1. "No More Words" (EndeverafteR)                  | Jeff Hardy                | 4:23    |
| 2. "S.O.S." (Collie Buddz)                         | Kofi Kingston             | 3:31    |
| 3. "Glamazon"                                      | Beth Phoenix              | 2:49    |
| 4. "The Wall" (Heet Mob)                           | Mark Henry                | 3:09    |
| 5. "In the Middle of It Now" (Disciple)            | Curt Hawkins e Zack Ryder | 4:10    |
| 6. "Sliced Bread" (Jillian Hall)                   | Jillian Hall              | 3:10    |
| 7. "No Chance in Hell" (Theory of a Deadman)       | Mr. McMahon               | 2:55    |
| 9. "Biscuits & Gravy"                              | Jesse e Festus            | 3:34    |
| 10. "What Love Is"                                 | Candice Michelle          | 3:37    |
| 11. "Ain't No Make Believe" (Stonefree Experience) | John Morrison             | 4:19    |
| 12. "Ain't No Stoppin' Me" (Axel)                  | Shelton Benjamin          | 3:07    |
| 13. "Turn Up the Trouble" (Airbourne)              | Mr. Kennedy               | 3:13    |
| 15. "Let's Light a Fire Tonight" (Aiden)           | Ashley                    | 3:04    |
| 16. "Hes Ma Da"                                    | Hornswoggle               | 2:33    |
| 17. "La Vittoria è Mia"                            | Santino Marella           | 3:48    |

As últimas três faixas foram postas à venda exclusivamente nas lojas Wal-Mart.